# Palais des sports Ioubileïny
Pour les articles homonymes, voir Palais des sports.
Le Palais des sports Ioubileïny (en russe : Спортивный комплекс «Юбилейный») est un complexe omnisports de Saint-Pétersbourg en Russie.

## Histoire
Il a été construit en 1967 sur l'île Petrogradsky.
Le 6 octobre 1991, lors d'un concert, dans les coulisses juste avant sa sortie sur scène fut tué le chanteur Igor Talkov. Les vraies causes et les circonstances de cette mort ne furent jamais élucidées.

## Évènements
- Championnats d'Europe de patinage artistique 1970
- Championnats d'Europe de patinage artistique 1990